# Our Love to Admire
Our Love to Admire es el tercer álbum de la banda neoyorquina de post punk revival Interpol, lanzado el 10 de julio de 2007 bajo Capitol Records. Fue grabado en Electric Lady Studios en Greenwich Village y en The Magic Shop Studios en Nueva York. Es el primer álbum de la banda en ser lanzado con una disquera mayor, pues sus anteriores dos álbumes fueron lanzados en la disquera independiente Matador Records. El 25 de abril de 2007, la banda anunció oficialmente el título del álbum como Our Love to Admire, así como la lista de canciones. El primer sencillo del álbum, The Heinrich Manuever fue lanzado el 7 de mayo de 2007.
De este disco sacaron los sencillos: The Heinrich Maneuver, Mammoth y No I in Threesome.
El álbum fue relanzado con un DVD bonus en Reino Unido el 19 de noviembre de 2007, con videos musicales de The Heinrich Maneuver y No I in Threesome así como conciertos en vivo.

## Historia
Desde que el contrato de la banda con Matador había expirado, se les dio la oportunidad de firmar con Interscope Records. Sin embargo, fue luego confirmado que la banda firmaría con una discográfica mayor, así que escogieron firmar con Capitol Records en lugar de Interscope.
Este álbum fue producido por Rick Costey, quien destaca por su trabajo con Muse en Absolution y Black Holes and Revelations, así como con Franz Ferdinand en You Could Have It So Much Better.

### Sonido y nombre
Según los miembros de la banda, Our Love to Admire es más «expresivo» que los discos pasados de la banda, y usa mucho más teclado y texturas.

Teníamos los teclados desde el inicio, algo que nunca habíamos hecho. Es como un quinto miembro. Hay mucha más textura, y sonidos interesantes, definitivamente hay progresión y avance.
Daniel Kessler

Kessler dijo que la banda iba a empezar a discutir el nombre del álbum una vez terminado el trabajo, pero comenzó a haber rumores en Internet que afirmaban que su nombre sería «Moderation».

¿Moderation? ¿En serio? Eso suena terrible. Vamos a empezar a discutir títulos la próxima semana. Tenemos una llamada "Mammoth" por el momento, dudo que esa cambie, y otra llamada "The Heinrich Maneuver", veremos si nos quedamos con eso, sería divertido.
Daniel Kessler

## Lista de canciones
1. «Pioneer to the falls» - 5:41
2. No I in threesome - 3:50
3. «The scale» - 3:23
4. The heinrich maneuver - 3:28
5. Mammoth - 4:12
6. «Pace is the trick» - 4:36
7. «All fired up» - 3:35
8. «Rest my chemistry» - 5:00
9. «Who do you think» - 3:12
10. «Wrecking ball» - 4:30
11. «The lighthouse» - 5:25

### Canciones extra de la versión japonesa
- «Mind Over Time» - 4:49 (también incluida con la versión de iTunes en Reino Unido y la versión pre-ordenada en Estados Unidos.)
- «Mammoth (instrumental)» - 4:12

### DVD bonus (relanzamiento en Reino Unido)
1. «Pioneer to the Falls» (video en vivo)
2. «NARC» (video en vivo)
3. «The Heinrich Maneuver» (video en vivo)
4. «Mammoth» (video en vivo)
5. «Slow Hands» (video en vivo)
6. «Evil» (video en vivo)
7. «The Heinrich Maneuver» (video musical)
8. «No I in Threesome» (video musical)

## Toma del álbum
En marzo de 2007, un álbum llamado Mamooth, atribuido a Interpol, apareció en redes P2P. Sin embargo, el álbum fue únicamente una copia renombrada de Exit Decades, grabado por la banda sueca Cut City. Por algunas similitudes de estilo entre las 2 bandas, esta «toma falsa» era algo convincente para algunos oyentes. Había otra toma falsa; una versión renombrada de Sam's Town por The Killers con la canción «The Heinrich Maneuever» incluida en él.
La canción «The Heinrich Maeuever» fue tomada enteramente del blog musical Spinner pocos días antes del lanzamiento oficial del sencillo. Ripeos de MP3 de dicha canción estuvieron circulando salvajemente por Internet vía clientes P2P. El 16 de julio de 2007, las canciones «The Scale», «Al Fired Up» y «Rest My Chemistry» fueron tomadas desde MySpace en baja calidad de audio. El 20 de junio la canción del álbum «Pioneer to the Falls» fue lanzada en Pitchfork Media, como un stream desde el sitio disponible para su descarga. Y finalmente, el 21 de junio de 2007, el álbum fue enteramente lanzado en servidores P2P.

## Posiciones en listas de popularidad
El álbum ha registrado las posiciones más altas en la carrera de la banda, debutando dentro del top 5 de álbumes en Reino Unido y Estados Unidos, alcanzando la tercera posición en la lista de álbumes europea y vendiendo más de 154 000 copias en su primera semana de lanzamiento. El álbum debutó en #4 en el Billboard 200, vendiendo alrededor de 73 000 copias, pero luego cayó a la posición #26 la siguiente semana con 22 000 copias. Our Love to Admire vendió 153 000 copias en las 10 semanas en las que estuvo en el Billboard 200. Ha vendido 518 000 copias en todo el mundo.
| País                             | Posición |
| -------------------------------- | -------- |
| Australia (ARIA Charts)          | # 14     |
| Canadá                           | # 5      |
| Finlandia                        | # 3      |
| Irlanda                          | # 1      |
| Italia                           | # 16     |
| Portugal                         | # 6      |
| Reino Unido                      | # 2      |
| Estados Unidos (Billboard 200)   | # 4      |
| Países Bajos                     | # 5      |
| Austria                          | # 28     |
| Suecia                           | # 27     |
| Suiza                            | # 28     |
| Alemania                         | # 16     |
| Europa                           | # 39     |
| Bélgica                          | # 3      |
| Francia                          | # 19     |
| México                           | # 5      |
| México (álbumes internacionales) | # 1      |
| Nueva Zelanda                    | # 29     |
| Noruega                          | # 17     |